# Musée national du Moyen Âge

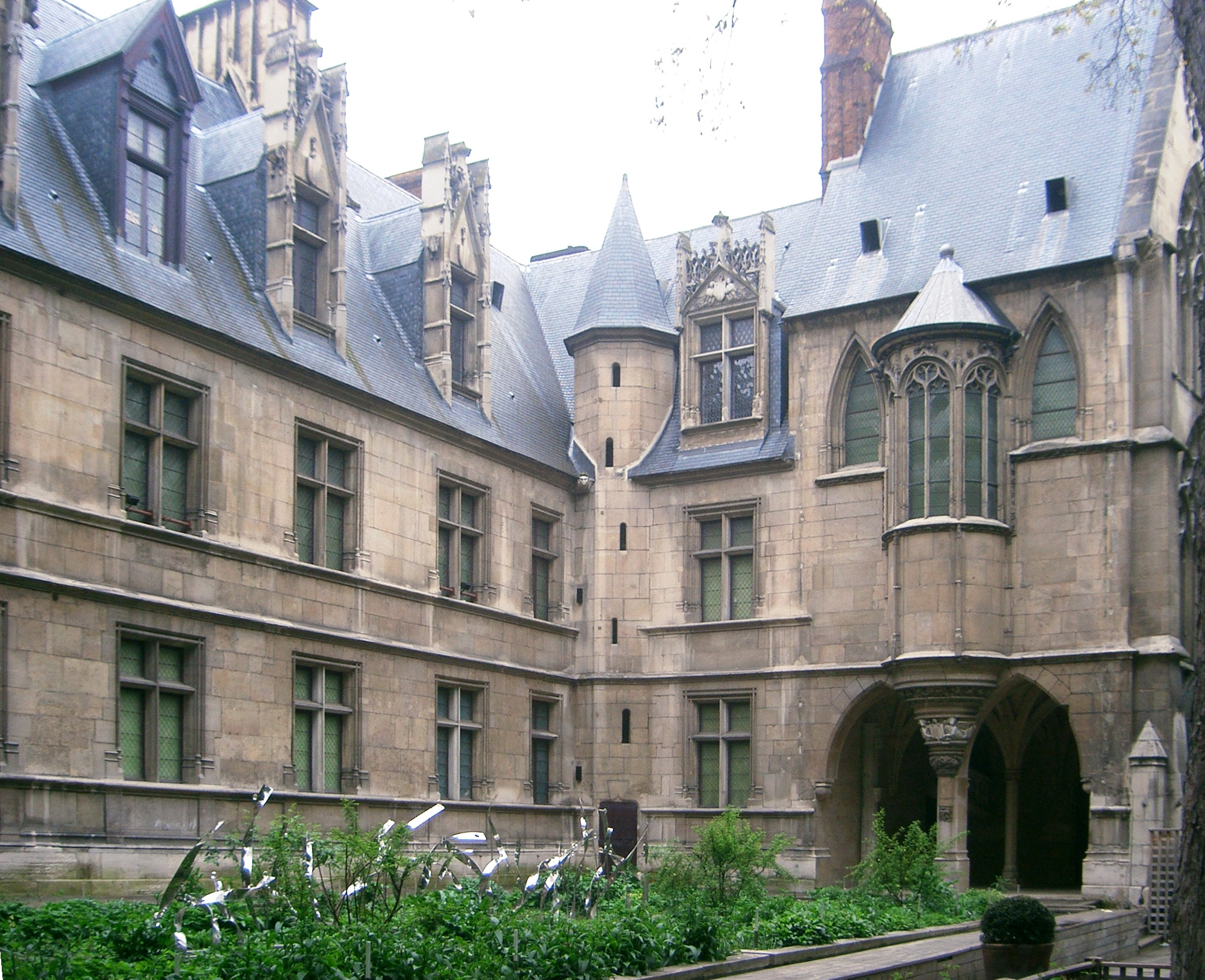
Hôtel de Cluny

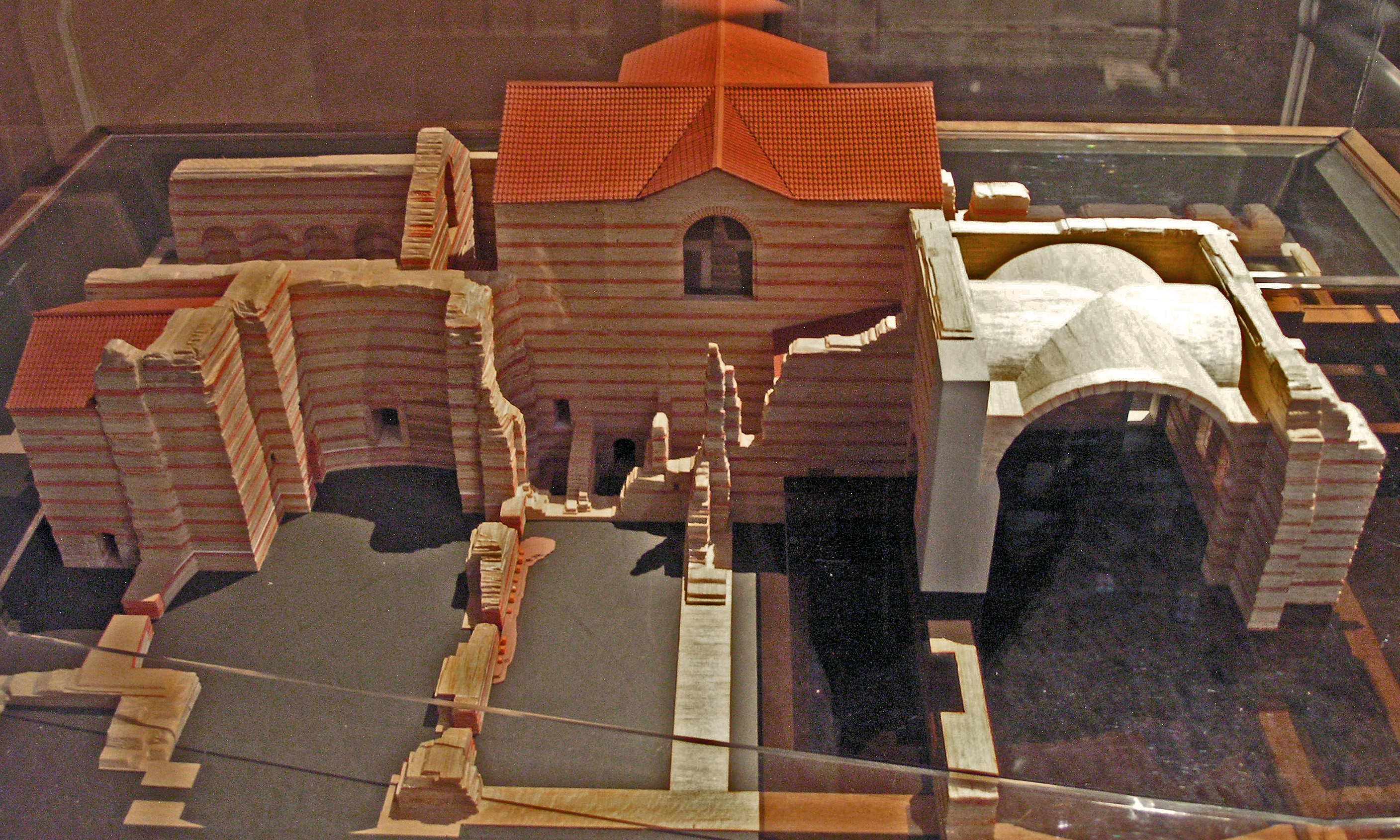
Maquette van het Romeins badhuis verbonden aan het Hôtel de Cluny

Het Musée national du Moyen Âge, officieel het Musée national du Moyen Âge - Thermes et hôtel de Cluny, is een belangrijk museum voor middeleeuwse kunst, gelegen in het Quartier Latin in Parijs. Het museum maakt deel uit van de Réunion des musées nationaux et du Grand Palais des Champs-Élysées.

## Gebouw
De naam verwijst naar de bouwheren: de abten van de Orde van Cluny. Het museum is gevestigd in een gebouwencomplex dat bestaat uit het laatgotische hôtel particulier (stadspaleis) Hôtel de Cluny en enkele bewaard gebleven ruimtes van een Romeins thermencomplex. Dit badhuis bestaat uit een caldarium (heet bad), een tepidarium (warm bad) en een frigidarium (koud bad). In de 17e eeuw deed het stadspaleis dienst als nuntiatuur; een bekende bewoner was kardinaal Jules Mazarin.

## Collectie
Het museum toont de nationale verzameling kunst uit de middeleeuwen, voor zover die niet in het Louvre bewaard wordt. Hier bevindt zich onder meer de wereldberoemde tapijtserie De dame en de eenhoorn.